# Kälbertshausen

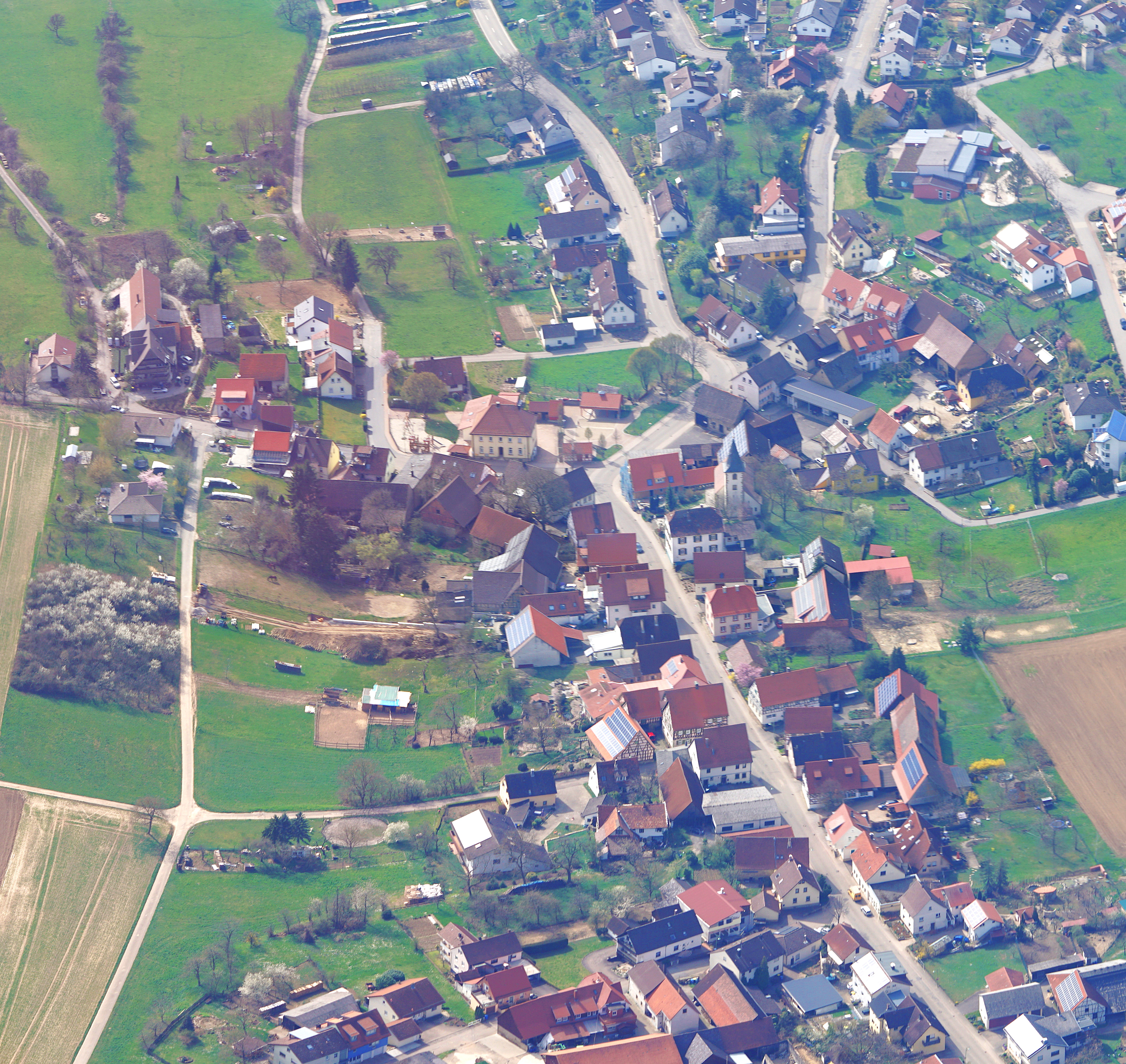
Ortsteil Kälbertshausen (Zentrum) von Hüffenhardt

Kälbertshausen ist ein Dorf im Neckar-Odenwald-Kreis, das seit 1975 nach Hüffenhardt eingemeindet ist.

## Geografie
Kälbertshausen liegt am Übergang des Kraichgauer Hügellandes zum Kleinen Odenwald etwa drei Kilometer nördlich von Hüffenhardt. Östlich von Kälbertshausen fällt das bewaldete Kailbachtal zum rund drei Kilometer entfernten Neckar ab.

## Geschichte

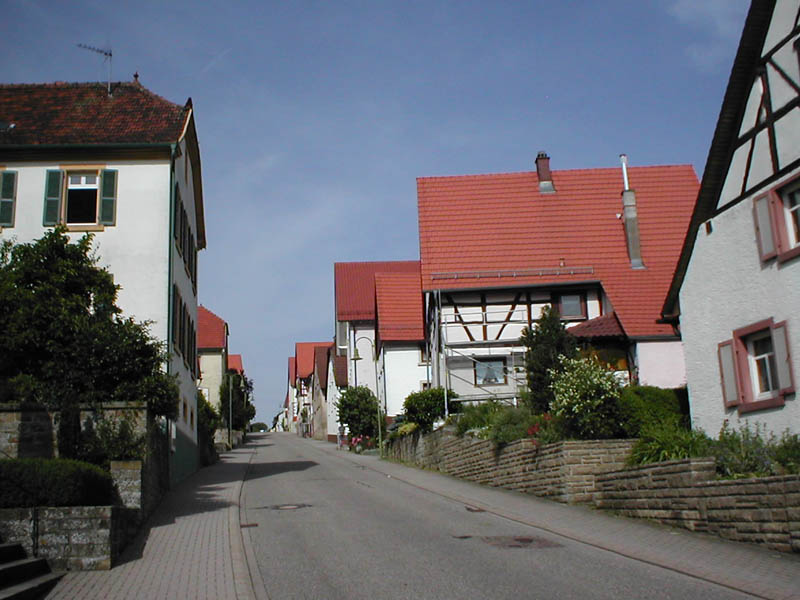
Dorfstraße von Kälbertshausen

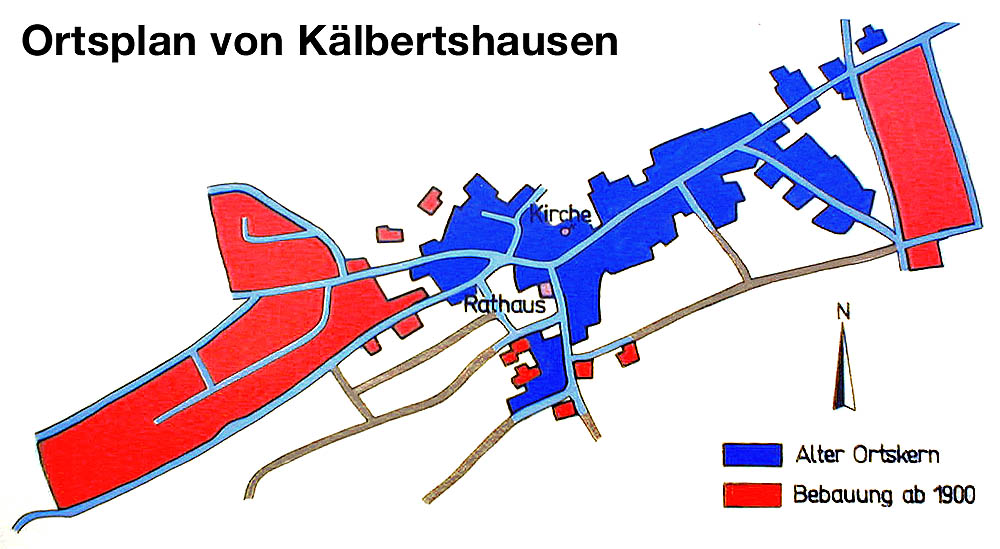
Plan von Kälbertshausen, der historische Siedlungskern ist blau markiert

Kälbertshausen geht auf eine römische Villa rustica zurück, eine Hofanlage zur Versorgung der am Limes stationierten römischen Soldaten. Nach Abzug der Römer im 3. Jahrhundert entwickelte sich eine alemannische Siedlung, die den Ursprung des heutigen Ortes bildet. Das Dorf wird erstmals 976 urkundlich erwähnt, die älteste Schreibweise stammt aus dem Jahr 1150 und lautet Husen, 1325 ist von Kelwartzhusen, 1440 von Kelwershusen und 1483 von Kelwertshausen die Rede. Der Ortsname nimmt möglicherweise Bezug auf den Beruf des Köhlers, der in der waldreichen Gegend traditionell ausgeübt wurde, gibt eventuell aber auch einen Hinweis auf einen „Kelwart“, der den neuzeitlichen Ort begründet haben könnte.
Beim Grafenweg nördlich von Kälbertshausen befand sich eine nicht datierte Burg, die Burg Kälbertshausen.
Das Dorf unterstand der Oberhoheit des Bistums Worms. Eine Kirche bestand ab dem Mittelalter. Der Ort wurde im späten Mittelalter von Engelhard von Weinsberg zu je einem Drittel an die Herren von Helmstatt, die Herren von Gemmingen-Guttenberg und von Gemmingen-Babstadt (später Hornberg) verkauft. Der rein bäuerliche Ort entwickelte sich als Straßendorf, dessen abschüssige Dorfstraße sich bergseitig im Nordosten und talwärts im Südwesten gabelte und keine bedeutenden sonstigen Querstraßen bildete.
Im Dreißigjährigen Krieg wurde der Ort praktisch entvölkert. 1648 wurden noch vier Familien gezählt. Im 18. Jahrhundert wurden 1743 wieder 31 Familien gezählt, es siedelten sich auch Einwanderer aus der Schweiz und Tirol an. Während der Franzosenkriege wurde Kälbertshausen zwischen 1792 und 1799 jedoch abermals schwer getroffen. Von den Kampfhandlungen zeugen heute noch die Gewannnamen Schanzwiesen und Bollwerk.
Nach den französischen Revolutionskriegen kam Kälbertshausen ins neu geschaffene Großherzogtum Baden. 1816 brach eine Hungersnot aus, die noch im Folgejahr anhielt. 1847 und 1851 wird abermals von Hungersnöten berichtet. Ein Unwetter am 31. August 1860 verwüstete den Ort und die umliegenden Wälder und Felder. Der Kirchturm wurde dabei zerstört und fast alle Dächer im Ort abgedeckt. Die Forstschäden sollten über 30 Jahre lang zu sehen sein. Die andauernde Not verursachte eine große Auswanderungswelle in der zweiten Hälfte des 19. Jahrhunderts, der nach dem Ersten Weltkrieg eine weitere Auswanderungswelle folgte. 
In der Zeit um den Ersten Weltkrieg war die Wasserversorgung des Ortes problematisch, da die alten Dorfbrunnen aus hygienischen Gründen nicht mehr genutzt werden durften und der südlich des Ortes gelegene Bergbrunnen im Sommer versiegte. Das Wasser wurde daher zumeist mit Fuhrwerken vom nahen Gezäunten Brunnen herbeigefahren, bevor 1923 eine Wasserversorgung mit dem Wasser des gezäunten Brunnens und des Heiligenbrunnens bei Mörtelstein errichtet wurde, die bis zum Anschluss des Ortes an das Netz der Wasserversorgungsgruppe Mühlbach 1976 ihren Dienst erfüllte.
1939 wurden 284 Einwohner gezählt, Ende 1945 waren es 342.
Der Ort ist bis in die jüngste Gegenwart stark landwirtschaftlich geprägt. Im Zuge der Gemeindereform wurde Kälbertshausen am 1. Januar 1975 nach Hüffenhardt eingemeindet.

## Wappen
Die Blasonierung lautet: Über von Blau und Silber geteiltem Schildfuß in Gold ein schwarzer Kalbskopf im Visier.

## Bauwerke
- Die Kirche des Ortes datiert in ihren Ursprüngen aus dem Mittelalter und weist ein gotisches Rippengewölbe auf. Das Langhaus wurde 1726 erbaut. Vor der Kirche befindet sich ein Kriegerdenkmal.
- Das Pfarrhaus befindet sich neben der Kirche.
- Das Rathaus ist ein schlichterer Bau neueren Datums.
- Im Ort sind längs der Ortsstraße einige schmuckvolle Fachwerkhäuser erhalten.

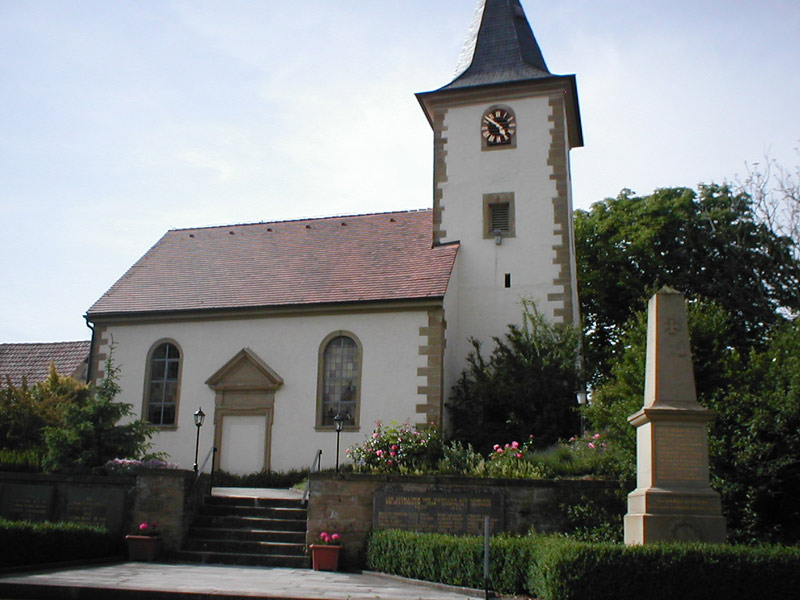
Kirche
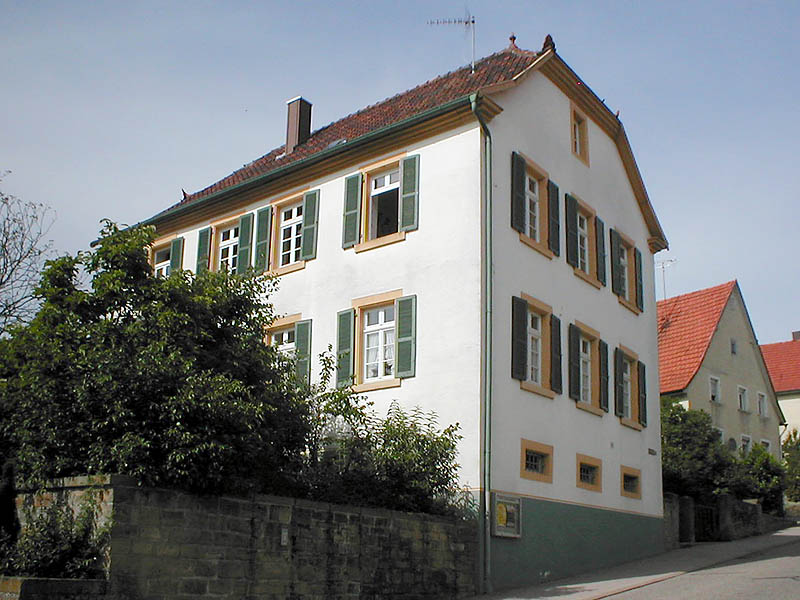
Pfarrhaus
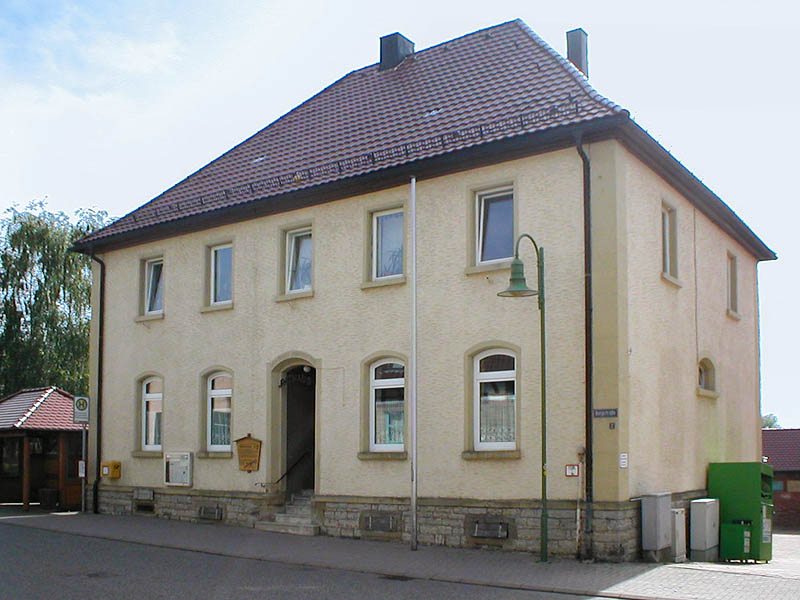
Rathaus
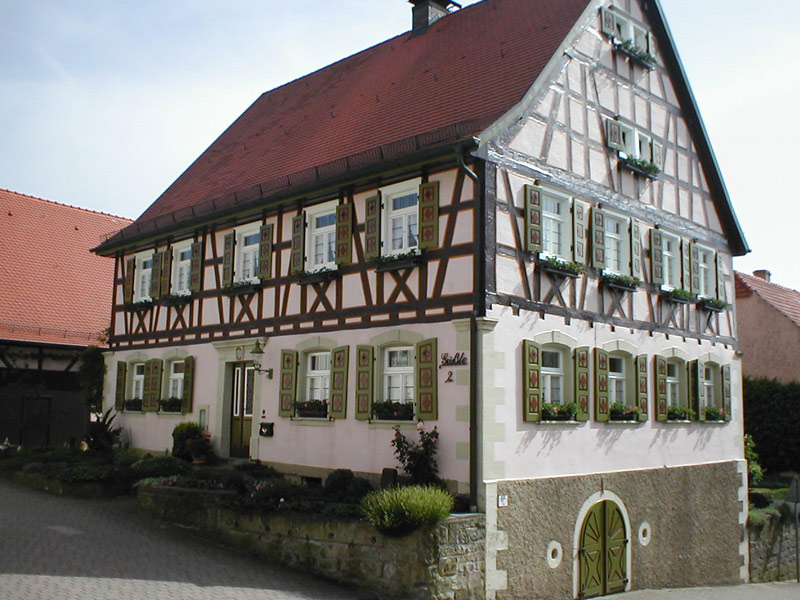
Hist. Fachwerkhaus

## Söhne und Töchter des Ortes
- Alfred Kaufmann (1868–1946), ev. Theologe und Orientalist